# Partula

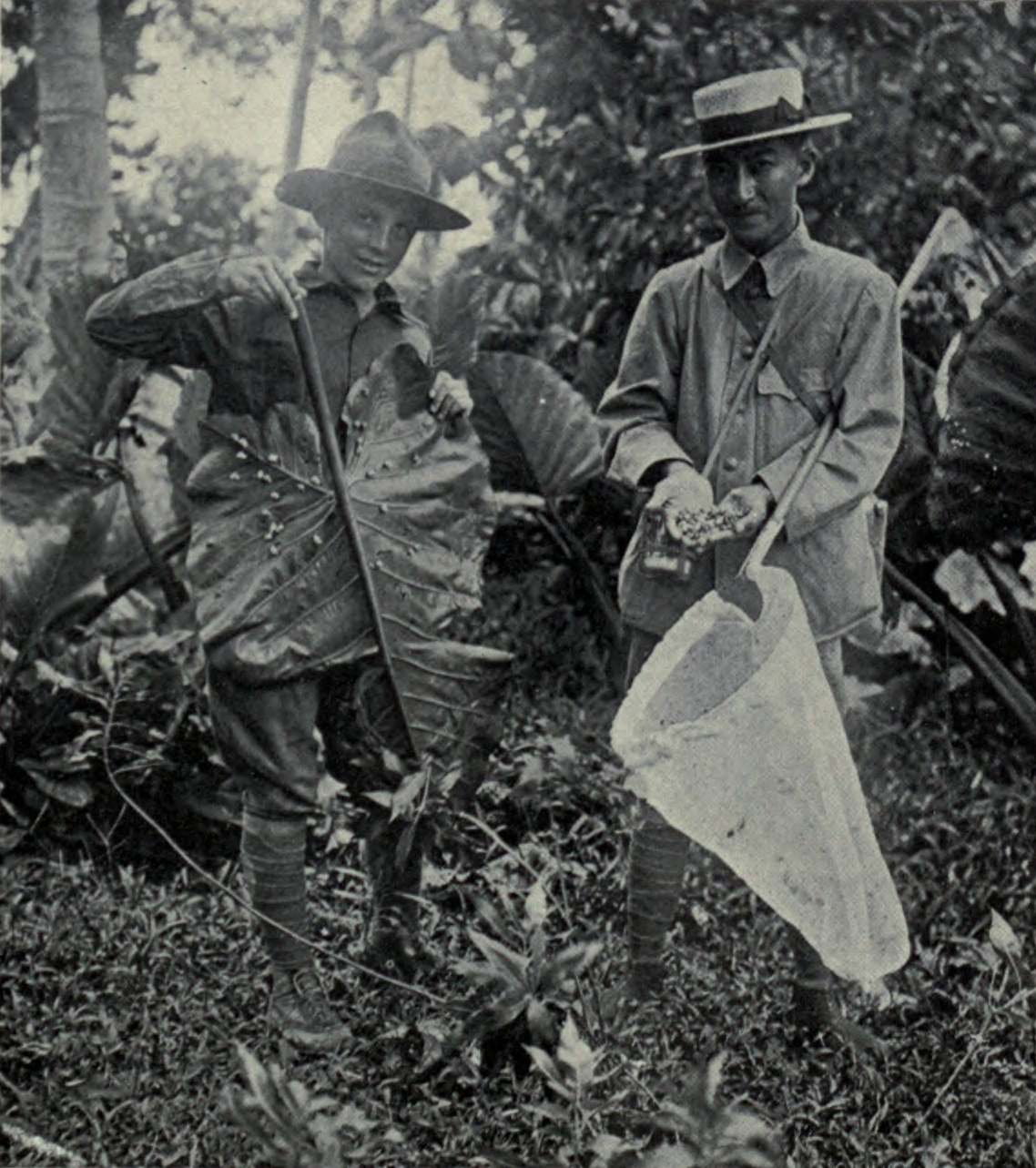
Unterseite eines Blattes von Caladium mit zahlreichen Partula-Schnecken, Saipan, Juli 1920

Partula ist der Name einer Gattung von Schnecken in der Familie Partulidae, nachtaktiver, lebendgebärender Baumschnecken, die in Polynesien verbreitet sind. Durch die Zerstörung des Lebensraums und Einschleppung invasiver Tierarten sind die meisten der etwa 75 bekannten Arten ausgestorben.

## Merkmale
Die bei ausgewachsenen Schnecken meist nicht über 2 cm langen Gehäuse sind rechts oder links gewunden, in der Regel spitz eiförmig und haben ein kegelförmiges Gewinde. Der bauchige Körperumgang ist höher als das Gewinde. Die Gehäusemündung ist kurz und mit Zähnchen oder Wellen verstärkt.
Die Schnecken sind wie andere Lungenschnecken Zwitter, die sich mit ihren Penissen gegenseitig begatten. Die Jungschnecken werden lebend geboren.
Die Schnecken leben von abgestorbenem Pflanzenmaterial und mikroskopischem Pflanzenbewuchs der Bäume, auf denen sie leben.

## Verbreitung
Die Schnecken leben auf Bäumen in den Wäldern der Inseln des Pazifiks von den Gesellschaftsinseln bis Palau. Daher rührt auch der Trivialname „Polynesische Baumschnecken“, mit dem aber auch auf andere Schnecken wie z. B. die Gattung Achatinella auf Hawaii bezeichnet werden. Die auf Tahiti untersuchten Partula-Arten wurden insbesondere auf Unterseiten der Blätter von Caladium und Bananenstauden gefunden, daneben auch an Drachenbäumen und Kurkuma.

## Gefährdung
Die Zerstörung der Wälder und die Einschleppung afrikanischer Großer Achatschnecken (Achatina fulica), welche die heimischen Schneckenarten durch Nahrungskonkurrenz erfolgreich verdrängten, werden im Zusammenhang mit dem Rückgang und Aussterben der Partula-Arten gesehen. Zur Bekämpfung der Achatschnecken wurden im Jahre 1974 räuberische Rosige Wolfsschnecken (Euglandina rosea) ausgesetzt, die jedoch an Stelle von Achatschnecken die einheimischen Arten fraßen. Die Wolfsschnecke, die sich von Tahiti auf zahlreiche Inseln ausbreitete, ist als Hauptursache für die Vernichtung der Partula-Schnecken erkannt worden. Auf anderen Inseln, so auf Guam, wird die aus Neuguinea eingeschleppte Landplanarie Platydemus manokwari als wichtigste Ursache für das Verschwinden von Partula-Arten und anderer heimischer Schnecken vermutet. Inzwischen betreibt Zoological Society of London ein Programm zum Erhalt der verbliebenen Partula-Arten in Gefangenschaft im Vereinigten Königreich, Frankreich und den USA (Partula Programme Consortium).
2013 sind laut der Roten Liste von IUCN die 14 verbliebenen wild lebenden Partula-Arten „vom Aussterben bedroht“ (critically endangered), 11 Arten sind „in freier Wildbahn ausgestorben“ (extinct in the wild) und 51 ausgestorben (extinct) und zu 5 Arten sind keine Daten verfügbar (data deficient).

## Bedeutung für den Menschen
Die Schneckenhäuser dienten einst den Polynesiern als zeremonieller Schmuck. So wurden die Zoologen Henry Crampton und Yoshio Kondo auf die Schnecken aufmerksam und untersuchten diese über einen Zeitraum von 50 Jahren. Auf Grund der zahlreichen Daten über die morphologische Vielfalt, ökologische Nischen und Verhalten konnten sie ein klassisches Beispiel für adaptive Radiation beschreiben.

## Systematik
Zur Gattung Partula gehören folgende Arten:
- Partula affinis – ausgestorben

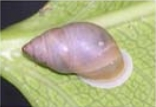
Partula clara

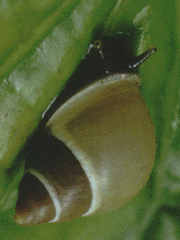
Partula gibba

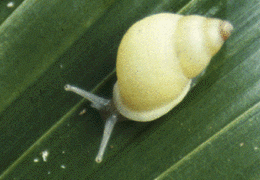
Partula langfordi

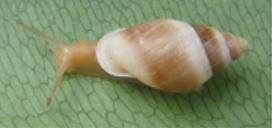
Partula taeniata

- Partula approximata – ausgestorben
- Partula arguta – ausgestorben
- Partula atilis – ausgestorben
- Partula aurantia – ausgestorben
- Partula auriculata – ausgestorben
- Partula bilineata – ausgestorben
- Partula callifera – ausgestorben
- Partula calypso
- Partula candida – ausgestorben
- Partula castanea – ausgestorben
- Partula cedista – ausgestorben
- Partula citrina – ausgestorben
- Partula clara
- Partula compacta – ausgestorben
- Partula crassilabris – ausgestorben
- Partula cuneata – ausgestorben
- Partula cytherea – ausgestorben
- Partula dentifera
- Partula dolichostoma – ausgestorben
- Partula dolorosa – ausgestorben
- Partula emersoni
- Partula eremita – ausgestorben
- Partula exigua – ausgestorben
- Partula faba
- Partula filosa
- Partula formosa – ausgestorben
- Partula fusca – ausgestorben
- Partula garretti
- Partula gibba
- Partula guamensis
- Partula hebe
- Partula hyalina
- Partula imperforata – ausgestorben
- Partula labrusca – ausgestorben
- Partula langfordi
- Partula leptochila – ausgestorben
- Partula leucothoe
- Partula levilineata – ausgestorben
- Partula levistriata – ausgestorben
- Partula lutea – ausgestorben
- Partula martensiana
- Partula microstoma – ausgestorben
- Partula mirabilis
- Partula mooreana
- Partula nodosa
- Partula otaheitana
- Partula planilabrum – ausgestorben
- Partula producta – ausgestorben
- Partula protea – ausgestorben
- Partula protracta – ausgestorben
- Partula radiata – ausgestorben
- Partula radiolata
- Partula raiatensis – ausgestorben
- Partula remota – ausgestorben
- Partula robusta – ausgestorben
- Partula rosea
- Partula rustica – ausgestorben
- Partula sagitta – ausgestorben
- Partula salifana – ausgestorben
- Partula salifera – ausgestorben
- Partula suturalis
- Partula taeniata
- Partula thalia – ausgestorben
- Partula thetis
- Partula tohiveana
- Partula tristis
- Partula turgida – ausgestorben
- Partula umbilicata – ausgestorben
- Partula varia
- Partula variabilis – ausgestorben
- Partula vittata – ausgestorben